# Paul (film)
Paul è un film del 2011 diretto da Greg Mottola.
Commedia fantascientifica sceneggiata ed interpretata da Simon Pegg e Nick Frost.
Nella versione originale la voce dell'alieno protagonista Paul è di Seth Rogen, nella versione italiana è di Stefano Belisari, in arte Elio, cantante del gruppo Elio e le Storie Tese.

## Trama
Nel 1947 a Moorcroft nel Wyoming avviene un UFO crash. Al fenomeno assistono la piccola Tara Walton e il suo cane Paul.
La scena si sposta poi ai giorni nostri, dove due nerd inglesi di professione fumettisti, Graeme e Clive, intraprendono un viaggio attraverso gli Stati Uniti. Il loro itinerario incomincia a San Diego al raduno di fumetti Comic-Con, durante la manifestazione incontrano anche Adam Shadowchild, uno scrittore di romanzi di fantascienza che idolatrano.
Il giorno dopo i due noleggiano un camper, durante il loro viaggio hanno infatti intenzione di visitare i luoghi cult dell'ufologia statunitense, come l'Area 51 nel Nevada e Roswell nel Nuovo Messico. Dopo aver visitato le Vasquez Rocks i due si fermano a rifocillarsi al Little A'Le'Inn bar ma loro malgrado finiscono nei guai con due abitanti del luogo, decidono quindi di scappare di tutta fretta, ma involontariamente danneggiano col loro camper il pick-up dei due. Proseguono dunque il loro viaggio percorrendo l'Extraterrestrial Highway, fino all'Area 51 dove si fermano per fotografarsi insieme alla Black mailbox che segna l'inizio della strada che conduce alla base militare.
L'arrivo in quel momento di un veicolo li fa spaventare, credendo infatti che si tratti dei due tizi a cui hanno danneggiato il pick-up, cominciano a fuggire. Durante la fuga, il veicolo dietro di loro, dopo un tentativo di sorpasso, perde il controllo e si schianta ai bordi della strada. I due, scesi a controllare e per chiamare i soccorsi, scoprono che alla guida del veicolo c'era un alieno della razza dei grigi, che dice di chiamarsi Paul. Mentre Clive sviene, Paul racconta a Graeme di essere in fuga da agenti governativi e lo scongiura di aiutarlo portandolo con loro. Graeme è inizialmente scettico, ma poi capendo che Paul è veramente in pericolo, desiste e decide di aiutarlo.
I tre incominciano quindi a fuggire, intanto una misteriosa donna ha incaricato l'agente speciale James Zoil di ricatturare Paul. Zoil a sua volta si fa aiutare da due agenti dell'FBI: Haggard e O'Reilly e gli affida il compito di organizzare un posto di blocco.
Paul, Clive e Graeme proseguono la loro fuga, e l'alieno sfrutterà diverse occasioni per mostrare ai suoi due compagni le speciali abilità che possiede, come quella di poter diventare invisibile trattenendo il fiato e la rivitalizzazione cellulare; quest'ultima però non è mai stata usata per riportare in vita un umano, poiché potrebbe costare la vita a Paul stesso. Dopo essere riusciti a superare il posto di blocco, decidono di fermarsi a riposare in un'area di sosta per camper e fanno amicizia con Ruth Buggs, figlia di un fanatico religioso, Moses, proprietario della stazione di sosta. Qui Paul racconta di essere arrivato sulla Terra per una missione scientifica, ma che a causa di problemi la sua nave spaziale si era schiantata a terra. Dopo essere stato tratto in salvo da una ragazzina, era stato portato all'Area 51 da agenti governativi, dove era rimasto fino alla sua recente fuga. Durante gli anni alla base, oltre ad essere stato un consigliere del governo, Paul racconta di aver influenzato parecchio la cultura popolare negli ultimi sessant'anni, per esempio era stato lui nel 1980 a dare consigli a Steven Spielberg per la realizzazione del film E.T. ed anche la serie TV X-Files era stata una sua creazione.
Il giorno dopo Ruth casualmente vede Paul e sviene. I tre decidono quindi di rimettersi velocemente in viaggio e portano Ruth con loro. Paul viene scoperto anche da Moses, che decide di mettersi al loro inseguimento per salvare la figlia, che crede vittima dell'alieno.
Paul conduce i tre a Moorcroft, esattamente a casa di Tara Walton, oramai un'anziana signora. Lì racconta che dopo il suo schianto fu salvato e curato da Tara la quale gli diede il nome di Paul, come il suo cane, morto durante lo schianto. Tara è felice di rivedere Paul, per tutta la vita infatti nessuno aveva mai creduto alla sua storia e tutti le avevano dato della pazza e ora finalmente ha la certezza di non esserlo mai stata. Paul inoltre restituisce a Tara l'orsetto di peluche che gli era stato dato da lei quella notte di sessant'anni prima.
A casa di Tara giungono anche i tre agenti più Moses e dopo un breve scontro, Paul, Graeme, Clive, Ruth e Tara scappano tutti insieme a bordo del camper. L'agente O'Reilly che si trovava all'interno della casa, nel tentativo di sparare contro di loro salta in aria in un'esplosione dovuta ad una perdita di gas dei fornelli, gli altri tre invece partono all'inseguimento del camper. Moses finisce fuori strada dopo che Haggard gli ha sparato, però lo stesso Haggard muore poco dopo essere finito con la sua auto giù da un ponte. Zoil invece rimane troppo distante e perde il camper.
Paul conduce tutti quanti sotto un monte il cui ambiente richiama chiaramente quello del film Incontri ravvicinati del terzo tipo, infatti Graeme e Clive capiscono subito che lì è dove gli altri alieni come Paul verranno a recuperarlo. Improvvisamente però compare un elicottero con a bordo dei militari e "The Big Guy", la misteriosa donna che impartiva gli ordini all'agente Zoil e che intende riportare Paul all'Area 51. Sembra che per Paul ormai sia finita, ma l'improvviso intervento di Zoil cambia la situazione, si scopre infatti che lui è un grande amico di Paul e che è stato l'alieno a presentargli quella che poi sarebbe diventata sua moglie. Col suo intervento Zoil riesce a neutralizzare i militari di Big Guy ma viene a sua volta ferito da quest'ultima. Graeme, Clive, Ruth e Tara si scagliano contro la donna e dopo un breve scontro riescono a farle perdere i sensi.
Ormai sembra che tutto si sia sistemato, ma ad un tratto compare Moses (sopravvissuto allo sparo di Haggard grazie alla Bibbia nella sua giacca che ha fermato il proiettile) armato di fucile. La sua intenzione è di uccidere Paul ma quando gli spara, Graeme si mette a protezione dell'alieno e viene colpito in pieno petto al posto suo. Apparentemente morto, viene però faticosamente guarito e riportato in vita da Paul stesso con la capacità di rivitalizzazione cellulare.
Big Guy, che nel frattempo si è ripresa, minaccia per l'ultima volta il gruppo, ma la navicella aliena che è venuta a recuperare Paul le atterra improvvisamente sopra schiacciandola. Paul finalmente libero può tornare a casa e chiede a Tara di andare con lui, dopo le ultime foto insieme il gruppo si saluta e Paul dopo sessant'anni trascorsi sulla Terra, riesce finalmente a tornare sul suo pianeta.
Due anni dopo questi avvenimenti, Graeme, Clive e Ruth sono tornati al Comic-Con, dove vengono premiati dal pubblico (tra cui vi è pure O'Reilly, dimostrando che è sopravvissuto all'esplosione) e dallo stesso Adam Shadowchild per il loro nuovo romanzo, dal titolo Paul.

## Possibile sequel
Claire Foy e Simon Pegg si sono dimostrati interessati a realizzare un possibile sequel del film. Stando alle dichiarazioni fatte dallo stesso Simon, l'intenzione è di dare al secondo film, il titolo Pauls.  Tuttavia il sequel non è momentaneamente fattibile a causa del costo previsto, attualmente troppo elevato.

## Distribuzione
L'uscita del film è avvenuta il 18 marzo 2011 negli USA e il 14 febbraio nel Regno Unito. In Italia la pellicola è stata distribuita il 1º giugno 2011.

## Incassi
Il film, costato 40 000 000$, ha incassato a livello mondiale 97 984 015$.